# Bucculatrix humiliella
Bucculatrix humiliella là một loài bướm đêm thuộc họ Bucculatricidae. Nó được tìm thấy ở Fennoscandia tới Pyrenees và Anpơ và từ Đảo Anh tới Ba Lan.
Sải cánh dài 8–9 mm.
Ấu trùng ăn Achillea millefolium và Tanacetum vulgare. Chúng ăn lá nơi chúng làm tổ. Young larvae mine out a fine leaf segment completely, leaving a black, miền trung frass line. Older larvae live free on the upperside of the leave, causing window feeding.